# Granviks revir
Granviks revir var ett skogsförvaltningsområde som omfattade södra Vadsbo härad av Skaraborgs län och var uppdelat i fyra bevakningstrakter. Det var det ena av de två revir, i vilket det forna Vadsbo revir uppdelades enligt 1907 års riksdags beslut. Inom Granviks revir fanns 65 allmänna skogar, innehållande sammanlagt 13 039 hektar, varav en kronopark (Granvik) om 8 121 hektar, från arrende undantagna domänskogar 798 hektar, en häradsallmänning (Östra Stöpen) om 775 hektar och 3 345 hektar under skogsstatens kontroll stående skogar.